# Мишняк (Элафитские острова)
Ми́шняк (хорв. Mišnjak) — небольшой необитаемый островок в хорватской части Адриатического моря, один из Элафитских островов. Административно относится к Дубровницко-Неретванской жупании.

## География
Находится в 200—300 метрах от северо-западной оконечности острова Шипан. Расстояние до Дубровника — 22 километра. Остров имеет грушевидную форму, длина острова 230 метров, ширина — от 80 до 130 метров, площадь — 25 143 м², длина береговой линии — 640 метров, наивысшая точка — 13 метров над уровнем моря.